# يوهان لودفيغ كاسبر
يوهان لودفيغ كاسبر (بالألمانية: Johann Ludwig Casper)‏ هو عالم أدوية ألماني، ولد في 11 مارس 1796 في برلين في ألمانيا، وتوفي بنفس المكان في 24 فبراير 1864.